# Voo Aeroflot 721
O voo Aeroflot 721 foi uma rota doméstica regular de passageiros entre Moscou e Iujno-Sakhalinsk, na Rússia Soviética. Na quarta-feira, 2 de setembro de 1964, a aeronave que voava nesta rota, um Ilyushin Il-18, colidiu com a encosta de uma colina ao aproximar-se de Iujno-Sakhalinsk, matando 87 das 93 pessoas a bordo. Na época, foi o acidente do Il-18 mais mortal e o acidente aéreo mais mortal em solo russo.

## Aeronave
A aeronave envolvida foi um avião turboélice Ilyushin Il-18V prefixado CCCP-75531. No momento do acidente, estava em serviço há apenas cerca de um ano e havia registrado apenas 1.269 horas de voo no total.

## Acidente
A rota do voo 721 o levou ao leste da Rússia de Moscou a Iujno-Sakhalinsk, com escalas em  Krasnoiarsk e Khabarovsk. Ao aproximar-se de Iujno-Sakhalinsk, a tripulação do voo, ao invés de completar o padrão de aproximação, solicitou permissão para uma aproximação direta, que foi concedida. Enquanto a aeronave descia, colidiu com uma encosta arborizada a uma altitude de cerca de 2 000 pés (610 metros), matando todos os nove tripulantes e 78 dos 84 passageiros.
O relatório oficial citou erro do piloto e mau planejamento em voo como a causa do acidente; a tripulação iniciou a descida prematuramente e aparentemente não tinha conhecimento suficiente das condições de aproximação, e esses fatores combinados acabaram levando ao acidente.